# Coreguaje
I Coreguaje (o anche Koreguaje) sono un gruppo etnico della Colombia, con una popolazione stimata di circa 2106 persone. Questo gruppo etnico è principalmente di fede animista e parla la lingua Koreguaje (codice ISO 639: COE).
Vivono lungo i fiumi Orteguaza e Caquetá, nel Dipartimento di Caquetá. Sono correlati ai Tama con i quali condividono la lingua koreguaje.